# ? Live
? Live is een concertregistratie van de Amerikaanse zanger-muzikant Neal Morse.

## Geschiedenis
Het album werd opgenomen tijdens een concertreeks na het uitbrengen van zijn album ?, cd 1 bevat een live-uitvoering van dat album. ? Live werd opgenomen in de Columbia Club in Berlijn op 14 juli 2006.

## Musici
- Elisa Krijgsman - gitaar, zang
- Collin Leijenaar - drums
- Jessica Koomen - zang en toetsen
- Henk Doest - toetsen
- Wilco van Esschoten - bas en zang

## Composities

### Cd 1
1. The temple of the living God
2. Another world
3. The outsider
4. Sweet elation
5. In the fire
6. Solid as the sun
7. The glory of the Lord
8. Outside looking in
9. 12
10. Entrance
11. Inside His presence
12. The temple of the living God

### Cd 2
1. The Creation
2. The mans'gone
3. Cradle to the grave
4. Help me / the spirit and the flesh
5. King Jesus
6. Reunion
7. We all nee some light / Open wide the flood gates / Solitary soul / Wind at my back

Radiant Records is het eigen label waaronder Neal Morse zijn meer religieuze albums uitbrengt.